# Denza 500

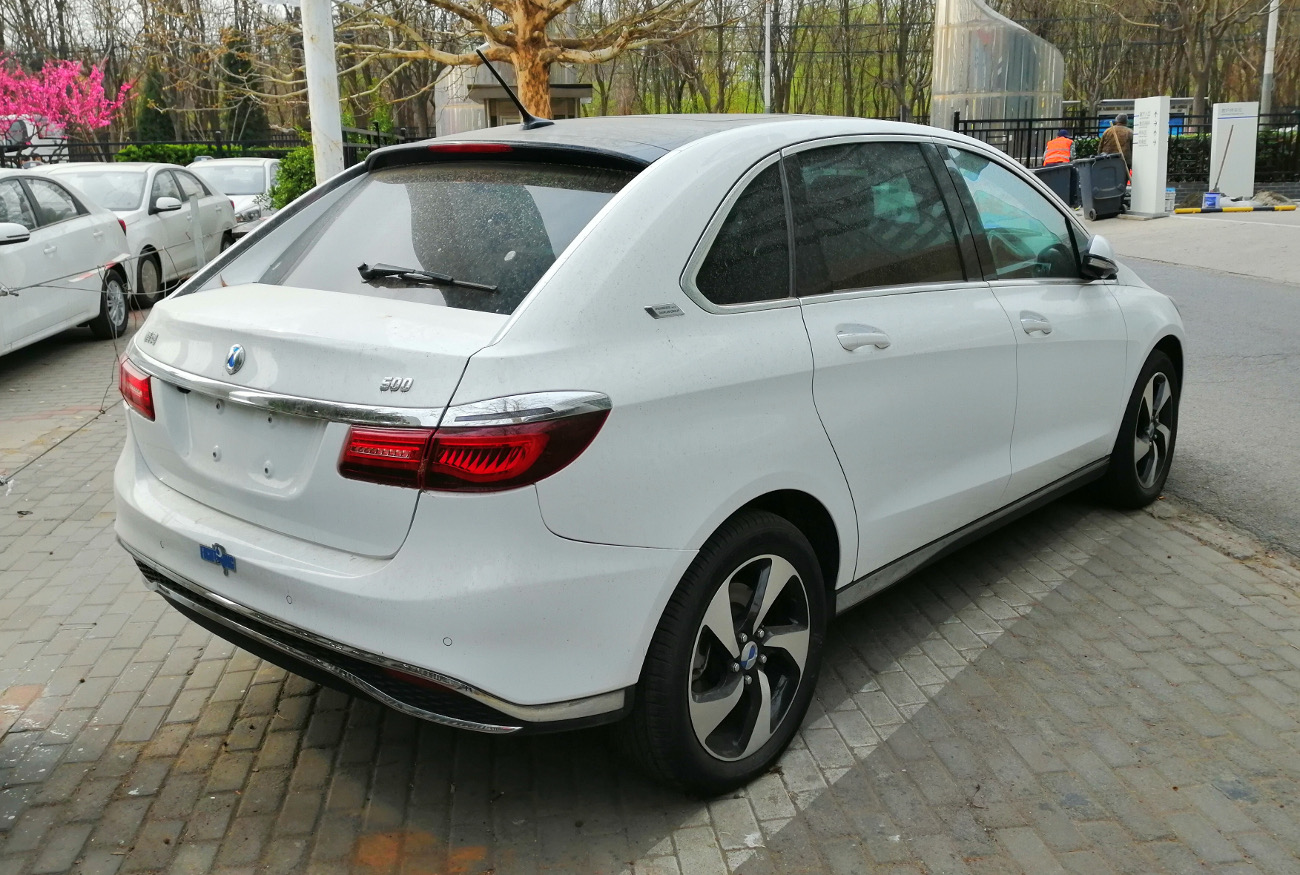
Вид сзади

Denza 500 — электромобиль, выпускавшийся компанией Denza с 2014 по 2019 год. Продавался только в Китае.

## Описание
В предварительном отчёте за март 2018 года говорилось, что функции включают светодиодные лампы спереди и сзади, возможность работы в холодную погоду и 9-дюймовый информационно-развлекательный сенсорный экран с навигационной системой Baidu, которые также могут помочь найти зарядные станции. В то время в Китае насчитывалось 112 000 таких станций. Denza EV продавался у избранных дилеров Mercedes-Benz в Китае.
В 2018 году автомобиль прошёл рестайлинг передней части, заднего бампера, интерьера и задних фонарей. Название было сменено на Denza 500. Запас хода по циклу NEDC составлял 451 км.
Ёмкость аккумулятора была увеличена с 62 до 70 кВт⋅ч. За 100 км потребляется 15,9 кВт⋅ч, а запас хода составляет 635 км. Цены варьировались от 98 800 до 328 800 юаней.

## Denza EV
Выпускался с 2014 по 2018 год на платформе Mercedes-Benz B-класс. Цены варьировались от 369 000 до 399 000 юаней. До 2017 года запас хода составлял 325 км, с 2017 года — 400 км.

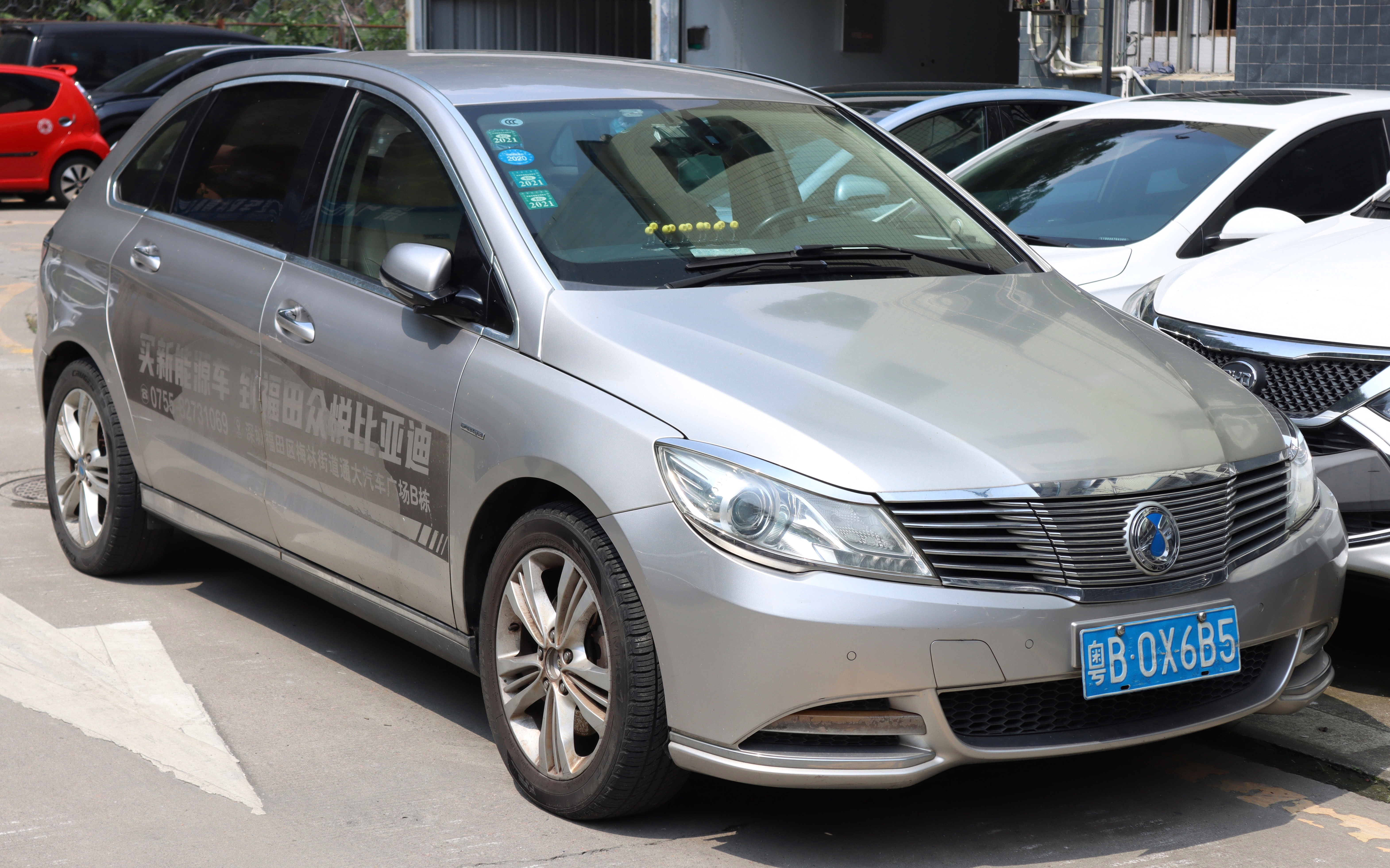
Вид спереди
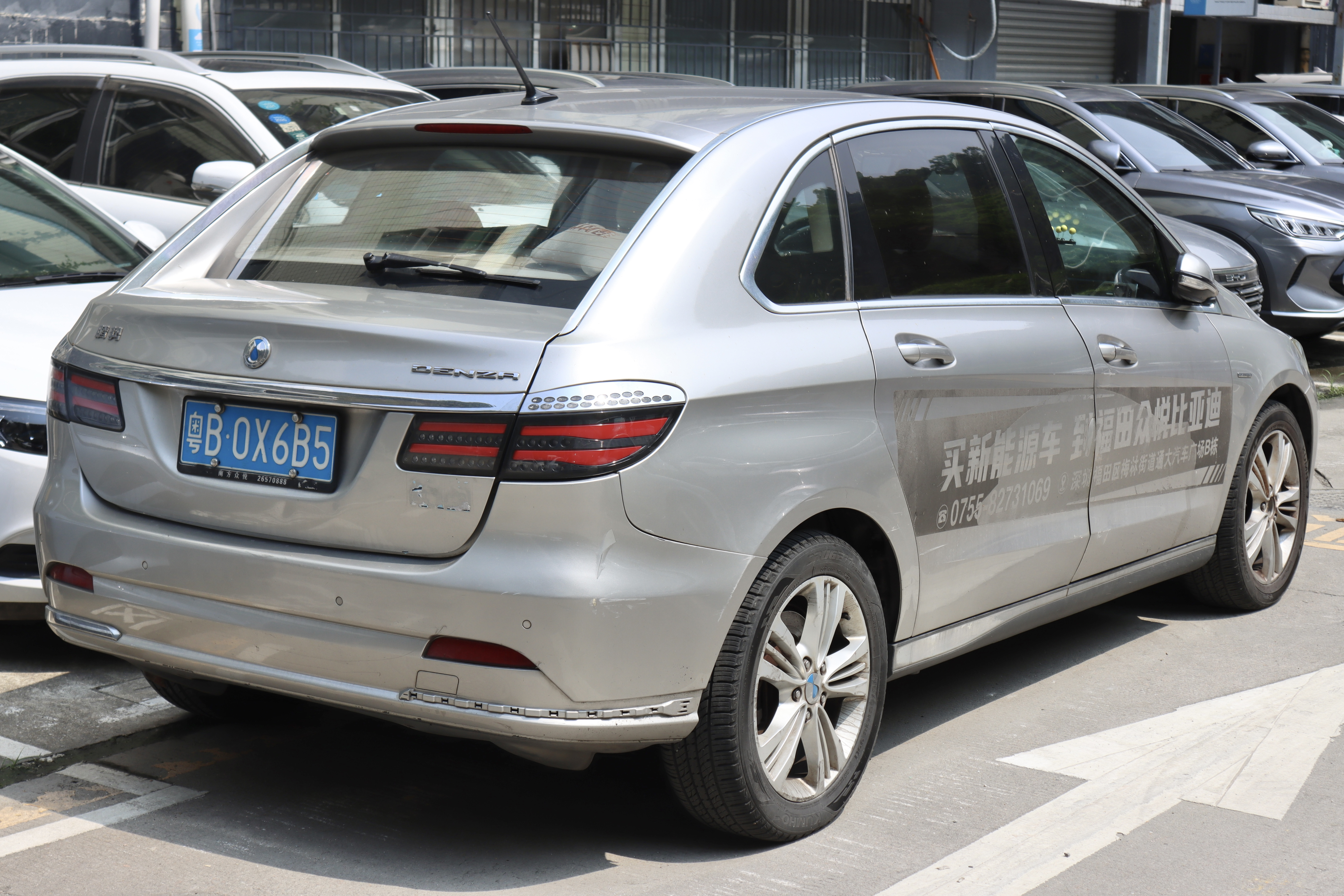
Вид сзади